# Нурмагомедов Осман Абдулвагабович
Осман Абдулвагабович Нурмагомедов (рос. Осман Абдулвагабович Нурмагомедов; нар. 21 травня 1998) — російський і азербайджанський борець вільного стилю, срібний та дворазовий бронзовий призер чемпіонатів світу, срібний та дворазовий бронзовий призер чемпіонатів Європи, бронзовий призер Кубку світу, бронзовий призер Ігор ісламської солідарності, учасник Олімпійських ігор.

## Життєпис
Вихованець махачкалинської школи імені Гаміда Гамідова, займався під керівництвом Анвара Магомедгаджієва. У 2019 входив до резервного складу збірної команди міста Москви з вільної боротьби. Виступав за спортивний клуб Московського міського фізкультурно-спортивного об'єднання. Особистий тренер Ілля Дмитрієв. Був чемпіоном першості Москви з вільної боротьби. Майстер спорту Росії. З 2020 року почав виступати під прапором Азербайджану. Наступного року дебютував у складі молодіжної та першої національної збірної цієї країни на чемпіонатах світу та Європи. У складі молодіжної команди того ж року став чемпіоном світу та срібним призером чемпіонату Європи. У складі першої національної збірної здобув срібні нагороди на чемпіонаті світу та Європи 2021 року.

## Спортивні результати на міжнародних змаганнях

### Виступи на Олімпіадах
| Змагання                    | Збірна      | Вагова категорія          | Місце |
| --------------------------- | ----------- | ------------------------- | ----- |
| Літні Олімпійські ігри 2024 | Азербайджан | вільна боротьба, до 86 кг | 8     |

### Виступи на Чемпіонатах світу
| Змагання                        | Збірна      | Вагова категорія          | Місце  |
| ------------------------------- | ----------- | ------------------------- | ------ |
| Чемпіонат світу з боротьби 2021 | Азербайджан | вільна боротьба, до 92 кг | Бронза |
| Чемпіонат світу з боротьби 2022 | Азербайджан | вільна боротьба, до 92 кг | Бронза |
| Чемпіонат світу з боротьби 2023 | Азербайджан | вільна боротьба, до 92 кг | Срібло |

### Виступи на Чемпіонатах Європи
| Змагання                         | Збірна      | Вагова категорія          | Місце  |
| -------------------------------- | ----------- | ------------------------- | ------ |
| Чемпіонат Європи з боротьби 2021 | Азербайджан | вільна боротьба, до 92 кг | Бронза |
| Чемпіонат Європи з боротьби 2022 | Азербайджан | вільна боротьба, до 92 кг | Бронза |
| Чемпіонат Європи з боротьби 2023 | Азербайджан | вільна боротьба, до 92 кг | Срібло |
| Чемпіонат Європи з боротьби 2024 | Азербайджан | вільна боротьба, до 92 кг | 16     |
| Чемпіонат Європи з боротьби 2025 | Азербайджан | вільна боротьба, до 92 кг | Срібло |

### Виступи на Кубках світу
| Змагання                    | Збірна      | Вагова категорія | Місце  |
| --------------------------- | ----------- | ---------------- | ------ |
| Кубок світу з боротьби 2022 | Азербайджан | команда          | Бронза |

### Виступи на Іграх ісламської солідарності
| Змагання                          | Збірна      | Вагова категорія          | Місце  |
| --------------------------------- | ----------- | ------------------------- | ------ |
| Ігри ісламської солідарності 2022 | Азербайджан | вільна боротьба, до 92 кг | Бронза |

### Виступи на інших змаганнях
| Змагання                                                   | Збірна      | Вагова категорія          | Місце  |
| ---------------------------------------------------------- | ----------- | ------------------------- | ------ |
| Турнір Яшара Догу 2020                                     | Азербайджан | вільна боротьба, до 86 кг | Бронза |
| Гран-прі Москви з боротьби 2020                            | Азербайджан | вільна боротьба, до 86 кг | Срібло |
| Гран-прі Франції Анрі Деглана 2021                         | Азербайджан | вільна боротьба, до 92 кг | Срібло |
| Київський Міжнародний турнір з боротьби 2021               | Азербайджан | вільна боротьба, до 92 кг | 9      |
| Турнір Дана Колова — Николи Петрова 2022                   | Азербайджан | вільна боротьба, до 92 кг | Бронза |
| Меморіал Маттео Пелліконе 2022                             | Азербайджан | вільна боротьба, до 92 кг | Золото |
| Відкритий чемпіонат Загреба з боротьби 2023                | Азербайджан | вільна боротьба, до 92 кг | Бронза |
| Меморіал Вацлава Циолковського 2023                        | Азербайджан | вільна боротьба, до 92 кг | Золото |
| Відкритий чемпіонат Загреба з боротьби 2024                | Азербайджан | вільна боротьба, до 86 кг | 21     |
| Олімпійський кваліфікаційний турнір з боротьби 2024 (Баку) | Азербайджан | вільна боротьба, до 86 кг | Золото |
| Відкритий чемпіонат Загреба з боротьби 2025                | Азербайджан | вільна боротьба, до 92 кг | Срібло |

### Виступи на змаганнях молодших вікових груп
| Змагання                                      | Збірна      | Вагова категорія          | Місце  |
| --------------------------------------------- | ----------- | ------------------------- | ------ |
| Чемпіонат Європи з боротьби серед молоді 2021 | Азербайджан | вільна боротьба, до 92 кг | Срібло |
| Чемпіонат світу з боротьби серед молоді 2021  | Азербайджан | вільна боротьба, до 92 кг | Золото |